# 2015年山梨県知事選挙
2015年山梨県知事選挙（2015ねんやまなしけんちじせんきょ）は、2015年（平成27年）1月25日執行の山梨県知事選挙である。

## 選挙データ

### 告示日
- 2015年（平成27年）1月8日

### 執行日
- 2015年（平成27年）1月25日
- 当日の投票時間帯:
- 期日前投票:1月9日 - 1月24日

### 同日選挙
- 甲府市長選挙（任期満了に伴う、1月18日 告示）[1]
- 昭和町長選挙（任期満了に伴う、1月18日 告示、無投票当選）[1]
- 上野原市議会議員選挙（任期満了に伴う、1月18日 告示）[1]
- 中央市議会議員選挙（任期満了に伴う、1月18日 告示）[1]

## 立候補者
3名、届け出順。
| 候補者名（読み）             | 年齢 | 党派                                   | 肩書き             |
| ---------------------------- | ---- | -------------------------------------- | ------------------ |
| 林祥三 （はやし しょうぞう） | 67   | 無所属                                 | 元小学校教諭       |
| 花田仁 （はなだ ひとし）     | 53   | 日本共産党                             | 共産党県副委員長   |
| 後藤斎 （ごとう ひとし）     | 57   | 無所属 （民主党、自民党、公明党 推薦） | 元民主党衆議院議員 |

### 選挙のタイムライン
- 2014年8月20日 - 現職の横内正明が引退を示唆していることが報道される[3]。
- 2014年8月25日 - 定例会見で横内正明が次期知事選挙の不出馬を正式に表明[4]。
- 2014年9月8日 - この日次期甲府市長選挙不出馬を表明した宮島雅展が知事選出馬を否定[5]。
- 2014年10月18日 - 民主党の衆議院議員である後藤斎が知事選出馬のため民主党離党を表明[6]。
- 2014年10月27日 - 自由民主党が出馬を要請していた保坂武甲斐市長がこの日知事選不出馬を表明[7]。
- 2014年11月4日 - 民主党を離党した後藤斎が正式に立候補を表明[8]。
- 2014年11月6日 - 自民党本部が衆議院議員の長崎幸太郎に出馬を打診するも、自民党山梨県連が難色[9]。
- 2014年11月11日 - 出馬を表明した後藤斎が衆議院議員を辞職[10]。
- 2014年11月14日 - 自民党はこの日までに独自候補の擁立を断念し、後藤斎の推薦を決定[11]。
- 2014年11月19日 - 公明党が臨時中央幹事会で後藤斎の推薦を決定。3党相乗りの構図に[12]。
- 2014年12月19日 - 元小学校教諭の林祥三が出馬を表明[13]。
- 2014年12月22日 - 日本共産党県委員会委員長の花田仁が出馬を表明[14]。
- 2015年1月8日 - 告示。上述の出馬を表明した3候補が選挙管理委員会に届け出、選挙戦となる。
- 2015年1月25日 - 投開票の結果、後藤斎が当選。

## 選挙結果
投票率は41.85%で、前回過去最低だった42.29%をさらに下回る結果となった。
候補者別の得票数の順位、得票数、得票率、惜敗率、供託金没収概況は以下のようになった。供託金欄のうち「没収」とある候補者は、有効投票総数の10%を下回ったため全額没収された。得票率と惜敗率は未発表のため暫定計算とした（小数3位以下四捨五入）。
|      | 順位 | 候補者名 | 党派       | 新旧 | 得票数  | 得票率 | 惜敗率 | 供託金 |
| ---- | ---- | -------- | ---------- | ---- | ------- | ------ | ------ | ------ |
| 当選 | 1    | ■後藤斎  | 無所属     | 新   | 216,793 | 77.62% | ----   |        |
|      | 2    | ■花田仁  | 日本共産党 | 新   | 48,693  | 17.46% | 22.49% |        |
|      | 3    | ■林正三  | 無所属     | 新   | 13,704  | 4.91%  | 6.32%  | 没収   |

民主に加え自民、公明が相乗りした後藤斎が他2候補を圧倒。中央新幹線の建設推進と人口100万人を推進する後藤に対し花田、林とも中央新幹線の反対など後藤とは異なるアピールを展開したが及ばなかった。
一方、投票率は「現職の相乗りvs共産推薦の新人」という前回をさらに下回る結果となり、過去の県知事選で最低を更新した。また、政権与党である自民党は現職の引退や調整遅れなどで独自候補を擁立することができず、元民主党の後藤に相乗りせざるを得なかった。甲府市長選挙も元民主党県議の候補に自民、公明が相乗りする形となっており、県内2選挙区で敗退した第47回衆議院議員総選挙を含め「民主王国」に埋没する状況となっている。